# Leucaena cuspidata
Espèce
Synonymes
- Leucaena cuspidata subsp. jacalensis Zarate[1]

Statut de conservation UICN

 VU A1c, B1+2c : Vulnérable
Leucaena cuspidata est une espèce de plantes à fleurs de la famille des Fabaceae.

## Liste des variétés
Selon Tropicos (10 avril 2019) (Attention liste brute contenant possiblement des synonymes) :
- variété Leucaena cuspidata var. adenostricta Zárate
- variété Leucaena cuspidata var. jacalensis Zárate

## Publication originale
- Contributions from the United States National Herbarium 20(6): 189. 1919.